# Ramstein Air Base
Ramstein Air Base – największa amerykańska baza lotnicza w Europie, siedziba United States Air Forces in Europe (USAFE, Dowództwo Amerykańskich Sił Powietrznych w Europie), jednocześnie jedna z największych instalacji NATO. Położona jest koło miasta Ramstein-Miesenbach w zachodnich Niemczech.
28 sierpnia 1988 roku doszło w Ramstein do jednej z największych katastrof w historii pokazów lotniczych. Podczas pokazów Flugtag ’88 doszło do wypadku – trzy samoloty Aermacchi M.B.339 z włoskiej grupy Frecce Tricolori wykonującej ewolucje zderzyły się i spadły na tłum widzów. Zginęło 70 osób (67 na ziemi i trzech pilotów), w tym żony i dzieci wielu pilotów. Od tego czasu zostały zaostrzone przepisy dotyczące organizowania pokazów lotniczych (przede wszystkim zrezygnowano z ewolucji odbywających się nad głowami widzów).
8 września 2010 roku na terenie bazy odsłonięto pomnik (w postaci drzewka dębu) i tablicę pamiątkową poświęcone gen. Andrzejowi Błasikowi, który zginął w katastrofie polskiego Tu-154 w Smoleńsku; odsłonięcia pomnika dokonał dowódca Sojuszniczego Połączonego Dowództwa Powietrznego w Bazie Ramstein (Allied Air Command Ramstein) gen. Roger A. Brady.